# Libor Zapletal
Libor Zapletal (14. listopad 1920 Velké Bílovice – 27. září 1944 Mauthausen) byl československý voják a příslušník výsadku Bivouac.

## Mládí
Narodil se 14. listopadu 1920 ve Velkých Bílovicích do rodiny Ing. Pavla Zapletala (1887–1943) a Augusty (1886–1943), rozené Švarné. Měl tři mladší sourozence, bratry Lumíra (1921–2001), Milana (1924–2013) a sestru Věru (1922–1929). Rodina bydlela v Podivíně, kde vychodil obecnou školu. Od roku 1931 studoval reálné gymnázium; do záboru pohraničí v roce 1938 v Břeclavi, poté v Hodoníně. V Hodoníně v roce 1939 maturoval. Od 1. října začal studovat na Vysokém učení technickém v Brně.

## Okupace
Po uzavření vysokých škol v Protektorátu Čechy a Morava začal pracovat jako zřízenec na hlavní poště v Brně. Zde se také zapojil do odbojové činnosti. Po prozrazení uprchl společně s dalšími pěti lidmi koncem března přes Slovensko, Maďarsko, Jugoslávii a Bejrút do Francie. V řadách československé zahraniční armády se účastnil obrany Francie. Po jejím pádu byl společně s dalšími z Francie evakuován do Anglie. Tam se dostal 13. července 1940.
Po zařazení k 2. pěšímu praporu absolvoval na jaře 1941 školu pro důstojníky v záloze a byl povýšen na svobodníka aspiranta. V červenci 1941 nastoupil do sabotážního kurzu, aby se připravil pro plnění zvláštních úkolů v Protektorátě. Po absolvování sabotážního kurzu absolvoval ještě parakurz a kurz průmyslové sabotáže. Poté byl 28. října 1941 povýšen do hodnosti desátníka aspiranta. Po absolvování doškolovacího kurzu byl v dubnu 1942 zařazen ve funkci pomocníka velitele do výsadku Bivouac.

## Nasazení
Společně s Jindřichem Čoupkem a Františkem Pospíšilem byl 28. dubna 1942 vysazen nedaleko Požárů na Křivoklátsku. Zapletal se společně s Pospíšilem přemístil do Zlína, ale již 2. května byl zatčen po udání Jana Chvátala. Po válce se tradovalo, na základě výpovědi kriminálního asistenta brněnského gestapa Rudolfa Königa, že klíčovou informaci o úkrytu Jindřicha Čoupka nedobrovolně poskytl právě Libor Zapletal. Na základě nových dokumentů[zdroj⁠?!] bylo zjištěno, že gestapo o přítomnosti všech tří parašutistů vědělo již od jejich příjezdu do Přerova. Naoko přijal nabídku ke spolupráci. Byl po šesti dnech propuštěn a měl odjet k rodičům do Podivína. Gestapák König mu pohrozil, že v případě, že je obelstí, bude postižena rodina. Dne 8. května 1942 se Zapletal v noci objevil v Podivíně. Vysvětlil situaci, otec prohlásil, že i za cenu likvidace rodiny skutečná spolupráce nepřipadá v úvahu. Gestapo pak poslalo Libora Zapletala vyzvídat do rodin parašutistů Jana Zemka a Josefa Bublíka, ale Zapletal neplnil svůj úkol podle představ gestapa. Od poloviny května se začal skrývat; nejprve v Prusinovicích a po atentátu na Heydricha v lesích u Rusavy. Dne 1. srpna 1942 se společně s dalšíma dvěma uprchlíky pokusil, pod falešným jménem, o přechod do Švýcarska, ale na hranicích byl zatčen.
Odpykal si čtyři týdny za nedovolené překročení protektorátních hranic. Poté byl převezen zpět do Protektorátu; nejprve v září 1942 do Prahy a v únoru 1943 do Brna. Zde byl poznán jedním z příslušníků gestapa a uvězněn v Kounicových kolejích. Dne 1. října 1943 byl převezen do Mauthausenu. V deset hodin dopoledne 27. září 1944 byl bez soudu oběšen.

## Po válce
Dne 1. prosince 1945 byl jmenován poručíkem pěchoty v záloze in memoriam. Oba jeho bratři byli vězněni v koncentračních táborech, ale dožili se osvobození. Po válce oba vystudovali medicínu a živili se jako lékaři. 

## Vyznamenání
- 1944 –  Pamětní medaile československé armády v zahraničí se štítky Francie a Velká Británie